# Sung Han-bin
Sung Han-bin (em coreano: 성한빈; nascido em 13 de junho de 2001) também conhecido como Hanbin (한빈), é um cantor sul-coreano. Ele é mais conhecido por competir no reality show Boys Planet da Mnet, onde ficou em segundo lugar no episódio final, tornando-o membro e líder do grupo masculino ZEROBASEONE. 

## Vida pregressa

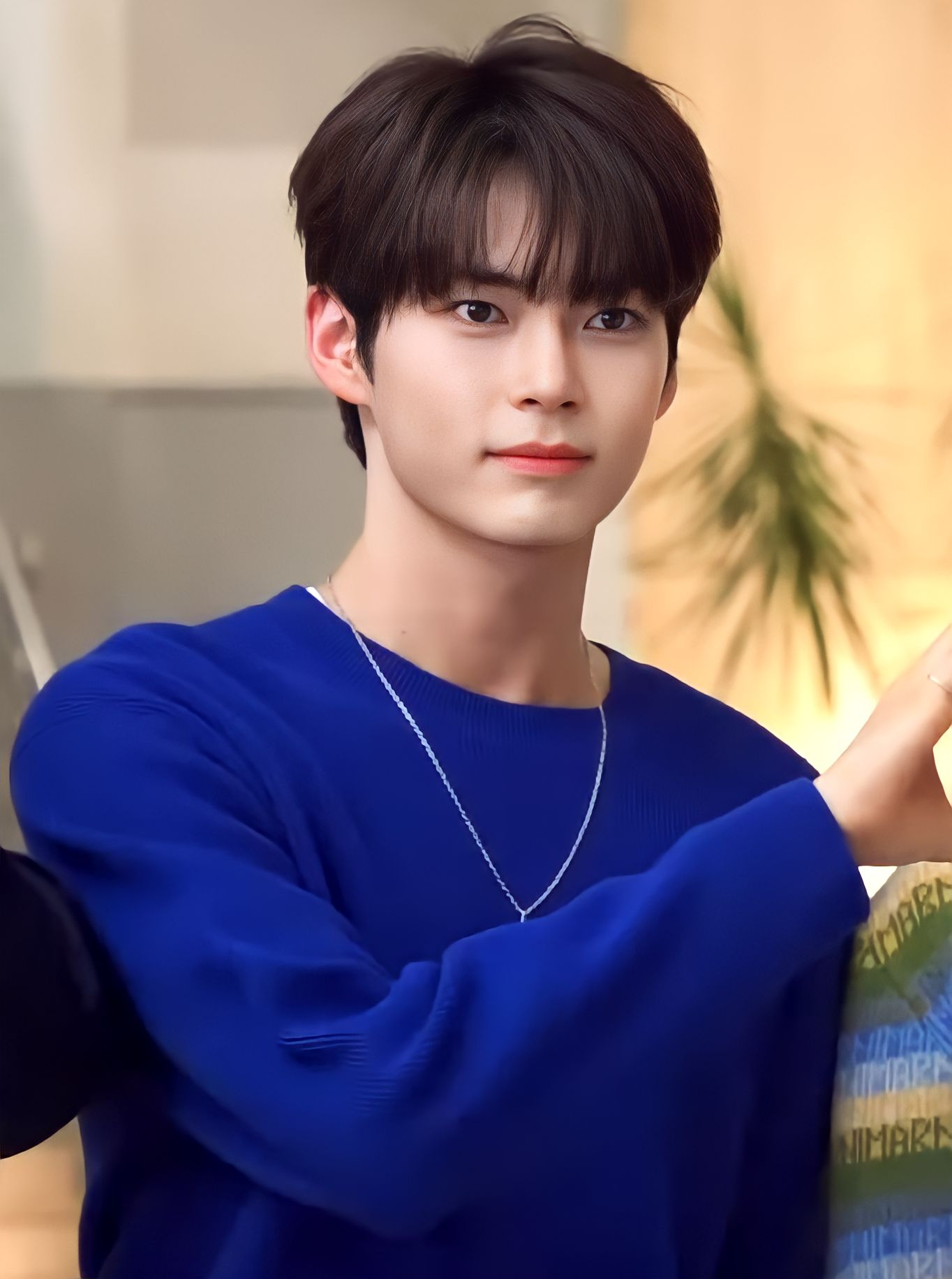
Sung Han-bin no Aeroporto Internacional de Gimpo na manhã do dia 13 para participar da programação da KCON Japan 2023.

Sung nasceu em 13 de junho de 2001, em Cheonan, província de Chungcheong do Sul. Ele tem uma irmã quatro anos mais nova que ele. Hanbin tem experiência em dança de rua em whacking e popping, na qual foi treinado desde o ensino médio.  Sung treinou anteriormente na Cube Entertainment. Durante esse tempo, ele obteve uma licença de barista enquanto trabalhava no café de sua mãe. 
Atualmente ele estuda no departamento de performance K-pop do Dong-ah Institute of Media and Arts. 

## Carreira

### 2018 – presente: Início de carreira, Boys Planet e debut com Zerobaseone
Hanbin começou sua carreira como dançarino de apoio e, em 2018, fez parte de uma equipe de dança que se apresentou com Wanna One com a música "Boomerang" no SBS Gayo Daejeon. Ele foi visto novamente no MAMA 2019 como dançarino de apoio de "Dionysus" do BTS. 
Em fevereiro de 2023, como representante de sua gravadora Studio Gl1de, Sung participou da série competitiva Boys Planet e terminou em segundo lugar com 1.888.414 votos.  Ele teve vaga confirmada no grupo final Zerobaseone e logo foi eleito líder no dia 11 de maio.  Em 26 de maio, Wake One Entertainment confirmou que Zerobaseone estreará em julho de 2023.  Em 1º de setembro, ele foi anunciado como o novo apresentador do M Countdown da Mnet. 
Em 15 de março de 2024, Sung foi anunciado como MC do dia 2 do KCON 2024 in Hong Kong ao lado do colega de grupo Zhang Hao. 

## Discografia

### Aparições em trilha sonora
| Título                                                                                | Ano  | Posições nos charts | Álbum                     |
| Título                                                                                | Ano  | KOR                 | Álbum                     |
| ------------------------------------------------------------------------------------- | ---- | ------------------- | ------------------------- |
| "Luv Luv Luv" (with Jo Yu-ri)                                                         | 2023 | —                   | My Lovely Liar OST Part 5 |
| "—" denota uma gravação que não entrou nas paradas ou não foi lançada naquela região. |      |                     |                           |

## Filmografia

### Shows de televisão
| Ano  | Título      | Papel       | Nota(s)                                              | Ref.   |
| ---- | ----------- | ----------- | ---------------------------------------------------- | ------ |
| 2023 | Boys Planet | Concorrente | Terminou em segundo lugar como membro do Zerobaseone | [ 11 ] |

### Programas na web
| Ano  | Título            | Papel      | Ref.   |
| ---- | ----------------- | ---------- | ------ |
| 2023 | Blossom with Love | Painelista | [ 12 ] |

### Como MC
| Ano          | Título                 | Nota(s)                                             | Ref.          |
| ------------ | ---------------------- | --------------------------------------------------- | ------------- |
| 2023         | 8th Asia Artist Awards | com Kang Daniel e Jang Won Young                    | [ 13 ]        |
| 2023–present | M Countdown            | com Miyeon (2023) com Sohee e Myung Jae-hyun (2024) | [ 14 ] [ 15 ] |
| 2024         | 2024 KCON Hong Kong    | MC especial (dia 2) com Zhang Hao                   | [ 16 ]        |

### Gráficos de músicas
- "Luv Luv Luv" não entrou no Circle Digital Chart, mas alcançou a posição #46 no componente Download Chart. [11]